# Live at Gelredome
Live at Gelredome è il terzo album dal vivo della cantante olandese Anouk, pubblicato il 24 giugno 2008 dalla EMI.

## Tracce
Disco 1
1. Intro
2. The Dark
3. Make it Rain
4. Modern World
5. Michel
6. Whatever You Say
7. The Difference
8. Girl
9. R U Kiddin' Me
10. Alright
11. Our Own Love
12. I Don't Wanna Hurt
13. Graduated Fool
14. It's So Hard
15. More Than You Deserve

Disco 2
1. Lost
2. Sacrifice
3. Ball and Chain
4. Might As Well
5. Everything
6. If You Were Mine
7. Jerusalem
8. If I Go
9. Nobody's Wife
10. Good God

## Classifiche
| Paese            | Posizione più alta |
| ---------------- | ------------------ |
| Belgio (Fiandre) | 16                 |
| Paesi Bassi      | 1                  |